# Multinucli

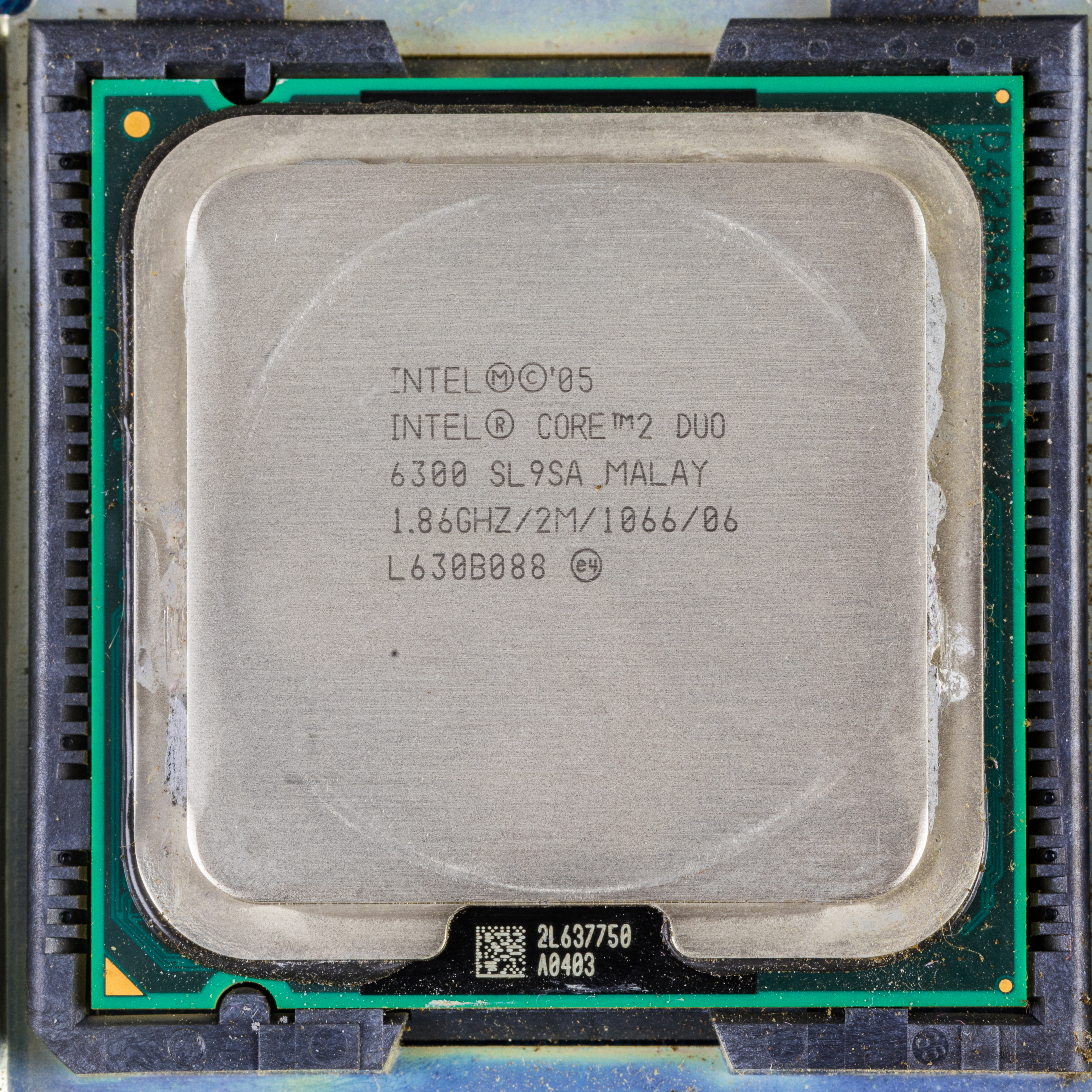
Microprocessador Intel Core 2 Duo E6300 "Conroe".

En informàtica, un processador és la part del sistema que llegeix i executa les instruccions del programa. Les dades de la instrucció indiquen al processador el que ha de fer. Les instruccions són coses molt bàsiques com la lectura de dades de la memòria o l'enviament de dades a la pantalla de l'usuari, però que es tracten amb tanta rapidesa que experimentem els resultats com el bon funcionament d'un programa.
Els processadors van ser desenvolupats originalment amb un sol nucli. El nucli és la part del processador que fa la lectura i l'execució d'instruccions.
Un processador multi-nucli és un component senzill amb dos o més processadors independents (anomenats "nuclis").
La tecnologia de microprocessadors multinucli (multi core) és l'evolució del Dual Core per a més de 2 nuclis en el mateix circuit integrat, i busca aconseguir una multitasca real més eficient.
Intentar millorar els processadors d'un sol nucli cada vegada és més difícil, sobretot pels problemes físics de dissipació de calor en intentar reduir cada vegada més els components semiconductors i augmentar-ne la velocitat. La solució és, doncs, que un processador tingui més d'un nucli, repartint la seva potència en parts.
Un dispositiu de doble nucli conté únicament dos microprocessadors independents. En general, els microprocessadors multinucli permeten que un dispositiu computacional exhibeixi una certa forma de paral·lelisme a nivell de thread (thread-level parallelism [TLP]) sense incloure múltiples microprocessadors en paquets físics seperats. Aquesta forma de TLP es coneix sovint com a "multiprocesament a nivell de chip" (chip-level multiprocessing) o CMP.
L'any 2006, la gamma convencional de microprocessadors es limita a dos nuclis, mentre que la gamma d'alts servidors va més enllà. AMD comercialitzarà a principis de 2007 una versió de l'Opteron AMD-K9 amb quatre nuclis, mentre que Intel ja acaba de llançar els Core 2 quad i ultima els seus Xeon de quatre nuclis. Sun Microsystems, empresa més veterana en servidors de gamma alta, ha llançat al mercat l'UltraSPARC T1, amb edicions de fins a 8 nuclis i 4 fils de procés per nucli.
Actualment podem trobar processador multinucli en una gran varietat de dispositius: telèfons mòbils com l'iPhone 3/4, el HTC Desire o el Samsung Galaxy S, i tauletes com l'iPad o la Galaxy Tab. Aquests utilitzen processadors ARM de 2 o més nuclis encapsulats juntament amb altres dispositius com ara la GPU. Aquests encapsulats de diversos dispositius en un sol xip s'anomenen System-On-Chip.
Quant a ordinadors de sobretaula i portàtils, comença a ser habitual l'ús de processadors de 4 nuclis. En l'àmbit dels servidors, actualment AMD ofereix els Opteron 6100 amb 8 o 12 nuclis, i Intel, els Xeon basats amb Gulftown de 6 nuclis / 12 threads o 4 nuclis / 8 threads.
En un futur pròxim, AMD presentarà els nous processadors basats en Bulldozer de 8/12/16 nuclis.

## Terminologia
Hi ha una certa discrepància en la semàntica, per la qual són definits els termes "multi nucli" i "doble nucli". Més sovint aquests són usats per referir-se a una certa classe d'unitat central de procés (CPU), però algunes vegades també s'apliquen a processadors de senyal digital (DSPs). A més, alguns usen aquests termes únicament per referir-se als microprocessadors multi nucli que estan fabricats en un mateix xip de circuit integrat. Aquestes persones generalment prefereixen referir-se als microprocessadors en xips separats en el mateix paquet per un altre nom com "multi chip module", "double core", "dual core" o "twin core".

## Desenvolupament i prestacions
Mentre que les tecnologies de fabricació de CMOS continuen millorant, reduint la mida de les portes senzilles, els límits físics dels components micro electrònics basats en semiconductors s'han convertit en una important preocupació. Alguns efectes d'aquestes limitacions físiques poden ser l'elevada dissipació d'escalfor i problemes de sincronització de la informació.
Maximitzar la utilització dels recursos proporcionats pels processadors de múltiples nuclis requereix ajustaments tant al sistema operatiu (SO) i com a les aplicacions de programari. A més, la capacitat dels processadors multinucli per augmentar el rendiment de l'aplicació depèn de la utilització de múltiples fils dins de les aplicacions. La situació està millorant: per exemple, l'empresa Valve ja ofereix suport multinucli pel seu motor Source Engine. i Crytek va desenvolupar tecnologies similars pel CryEngine 2, utilitzat 
en el seu joc, Crysis. Emergent Game Technologies' Gamebryo inclou la seva tecnologia Floodgate que simplifica el desenvolupament d'un joc per a múltiples nuclis.
Tanmateix es poden realitzar diferents tasques alhora. Té una velocitat elevada. Fa el sistema molt estable i en cas que un processador no funcioni, l'altre pot fer la feina d'aquest.